# VMM-363
363ème Escadron d'hélicoptère de transport (USMC)
Le Marine Medium Tiltrotor Squadron 363 (ou VMM-363) est un escadron d'hélicoptère  à rotors basculants MV-22 Osprey du Corps des Marines des États-Unis, fournissant un support à la Fleet Marine Force. L'escadron, connu sous le nom de "Lucky Red Lions" est stationné à la Marine Corps Base Hawaii et fait partie du Marine Aircraft Group 24 (MAG-24) et de la 1st Marine Aircraft Wing (1st MAW).

## Mission
Le VMM-268 fournit un soutien d'assaut aux troupes de combat, des fournitures et l'équipement pendant les opérations amphibies et les opérations ultérieures à terre. De manière routinière, les escadrons VMM fournissent la base d'un élément de combat aérien (ACE) de n'importe quelle mission de la Force tactique terrestre et aérienne des Marines (MAGTF) qui peut inclure des tâches de soutien d'assaut conventionnel et des opérations spéciales.

## Historique

### Origine
Le 'Marine Helicopter Transport Squadron 363 (HMR-363) a été activé le 2 juin 1952, à la Marine Corps Air Station de Santa Ana, en Californie, dans le cadre du Marine Aircraft Group 36 (MAG-36). En 1953, l'unité a piloté le Sikorsky HRS-1 et pendant cette période a participé à l'Opération Upshot-Knothole, le premier test atomique à utiliser des troupes au sol. Peu de temps après, l'escadron est devenu la première unité d'hélicoptères de la côte ouest à recevoir l'hélicoptère Sikorsky H-34.

### Opérations
- Guerre du Vietnam : Le 21 janvier 1969, l'escadron a été redéployé aux États-Unis. Il a été rebaptisé « Marine Heavy Helicopter Squadron 36 » (HMH-363) après avoir reçu l'hélicoptère de transport CH-53A Sea Stallion[1].

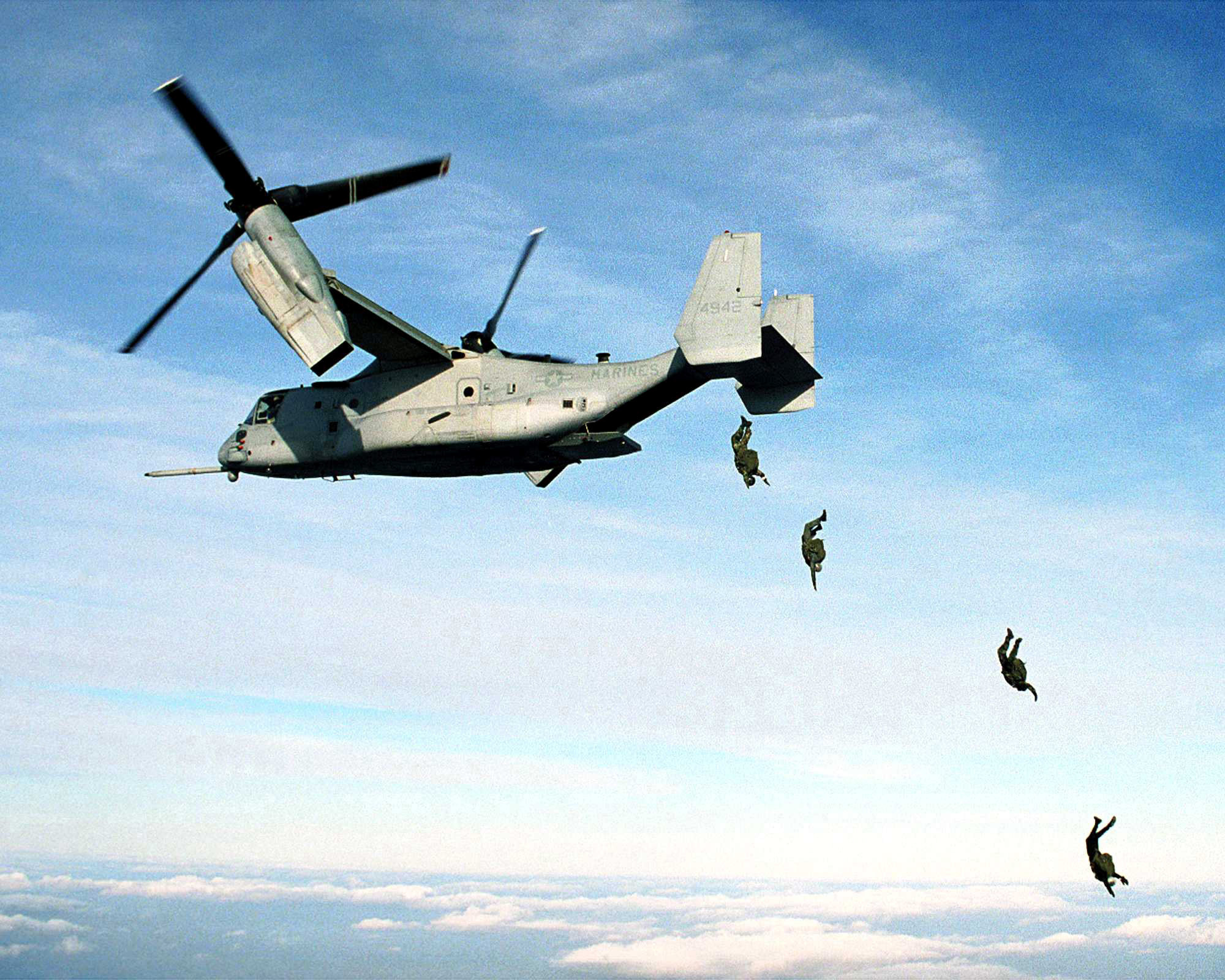
Largage de parachutistes

- Guerre du Golfe : Il participe à l'Opération Bouclier du désert et à l'Opération Tempête du désert en tant que soutien du 1st Marine Aircraft Wing (1990-91)
- Somalie : Opération Restore Hope (1992)
- L'escadron a également soutenu la Joint Task Force North (en) à Fort Bliss, au Texas
- Guerre contre le terrorisme : De fin 2006 à début 2007, le HMH-363 s'est déployé en Irak dans le cadre de l'Opération Iraqi Freedom. Basé à Al Asad, il s'agissait du premier déploiement de l'unité à l'appui de la guerre mondiale contre le terrorisme. L'escadron s'y est de nouveau déployé à la Base aérienne Al-Asad à l'été 2008.

Le HMH-363 a été désactivé le 10 mai 2012 à la Marine Corps Air Station Kaneohe Bay, à Hawaï. L'escadron a ensuite été renommé « VMM-363 » et activé en tant qu'escadron MV-22 Osprey à la Marine Corps Air Station Miramar dans le cadre du Marine Aircraft Group 16, 3rd Marine Aircraft Wing.

### Récompenses
- Joint Meritorious Unit Award
- Armed Forces Expeditionary Medal